# 克萊因勒菲山
34°23′S 19°25′E / 34.383°S 19.417°E

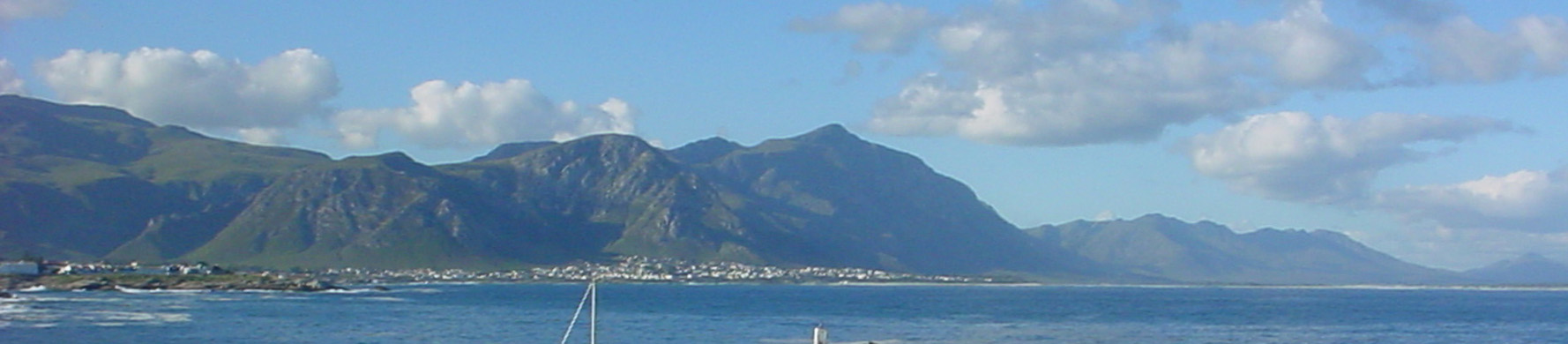

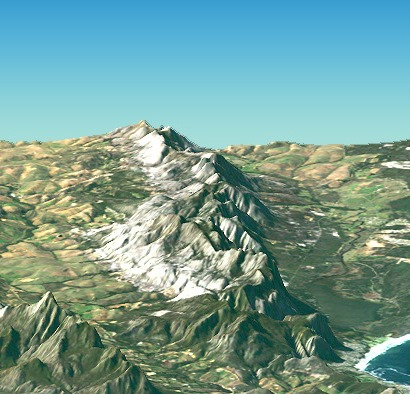

克萊因勒菲山是南非的山脈，位於該國南部西開普省，處於首都比勒陀利亞西南面1,300公里，屬於開普褶皺帶的一部分，最高點海拔高度831米。